# الکس گالوز
الکس گالوز (اسپانیایی: Álex Gálvez‎؛ زادهٔ ۶ ژوئن ۱۹۸۹) بازیکن فوتبال اهل اسپانیا است.
از باشگاه‌هایی که در آن بازی کرده‌است می‌توان به باشگاه ورزشی وردر برمن، باشگاه فوتبال رایو وایکانو، باشگاه فوتبال ویارئال، باشگاه فوتبال اسپورتینگ خیخون و باشگاه فوتبال ایبار اشاره کرد.